# ドゥイーノ＝アウリジーナ
ドゥイーノ＝アウリジーナ（伊: Duino-Aurisina ; スロベニア語: Devin-Nabrežina）は、
イタリア共和国フリウリ＝ヴェネツィア・ジュリア州トリエステ県にある、人口約8,300人の基礎自治体（コムーネ）。

## 名称
イタリア語およびスロベニア語以外では以下のように呼ばれる。
- ヴェネト語トリエステ方言: Duìn-Aurisina
- ドイツ語: Thübein-Nabreschin

## 地理

### 位置・広がり
トリエステ県の西北部にあるコムーネで、モンファルコーネから東南へ約13km、トリエステから西北へ約14km、セジャーナから西北西へ16km、ゴリツィアから東南東へ約21kmに位置する。西のアドリア海、東にスロベニア国境に挟まれ、町域は北西から南東へ伸びた細長く伸びており、北西にゴリツィア県と接する。

#### 隣接コムーネ
隣接するコムーネ（およびスロベニアの基礎自治体）は以下の通り。括弧内のSLOはスロベニア領、GOはゴリツィア県所属を示す。
- コメン (Comeno) (SLO) - 北東
- セジャーナ (Sesana) (SLO) - 北東
- ズゴニーコ - 東
- トリエステ - 南東
- ドベルド・デル・ラーゴ (GO) - 北西
- モンファルコーネ (GO) - 北西

### 地勢
北端のゴリツィア県との県境にティマーヴォ川が流れる。ティマーヴォ川は約40kmにわたってカルスト台地の地下を流れ、サン・ジョヴァンニ・ディ・ドゥイーノで湧出する。
町域の大部分はカルソ台地上にあり、海側は100mほどの崖となって落ち込んでいる。町域の最高地点は Colle di Ternova の343m。
- リルケの小道から眺める海崖
- サン・ジョヴァンニの風景
- ティマーヴォ川

### 気候分類・地震分類
ドゥイーノ＝アウリジーナにおけるイタリアの気候分類 (it) および度日は、zona E, 2411 GGである。
また、イタリアの地震リスク階級 (it) では、zona 3 (sismicità bassa) に分類される。

### 主要な集落
コムーネの名は、コムーネの北西部に位置するドゥイーノ（イタリア語: Duino / スロベニア語: Devin）と、南東部に位置するアウリジーナ（Aurisina / Nabrežina ナブレジナ）という、2つの主要な集落の名を合わせたものである。コムーネの行政機関が置かれているのはアウリジーナである。ドゥイーノは、アドリア海に面した保養地・観光地として知られる。
このほか、主要な集落としては、コムーネ中部に入江を抱えるシスティアーナ（Sistiana / Sesljan）、北西端にサン・ジョヴァンニ・ディ・ドゥイーノ（San Giovanni di Duino / Štivan）がある。
- システィアーナの入江

## 歴史
この地には古代から人が暮らしており、丘にはヴェネト人やイストリア人の遺跡が残っている。ローマ時代にはアクイレイアの勢力下に入り、石材の産地として重要な位置を占めた。
中世には、アクイレイア総大司教領・ゴリツィア伯領を経て、1366年にハプスブルク家がドゥイーノの領主となった。

## 社会

### 民族
1971年の調査によると、住民の37.5％はスロベニア系であった。スロベニア系住民はアウリジーナ（スロバキア名：Nabrežina）とその周辺に暮らしている。また、人口の60％が民族的なイタリア人であり、ドゥイーノやシスティアーナとその周辺に暮らしている。

### 人口

#### 居住地区別人口
国立統計研究所（ISTAT）は居住地区（Località abitata）別の人口として以下を掲げている。統計は2001年時点。
| 地区名                  | 標高  | 人口  | 備考                                           |
| ----------------------- | ----- | ----- | ---------------------------------------------- |
| DUINO-AURISINA          | 0/343 | 8,765 |                                                |
| AURISINA *              | 144   | 2,190 |                                                |
| DUINO                   | 39    | 1,421 |                                                |
| MALCHINA                | 181   | 239   |                                                |
| SAN PELAGIO             | 225   | 242   |                                                |
| SANTA CROCE             | 208   | 344   | トリエステの Trieste 地区に接続                |
| SISTIANA-VISOGLIANO     | 73    | 3,091 |                                                |
| SLIVIA                  | 154   | 146   |                                                |
| VILLAGGIO DEL PESCATORE | 2     | 342   |                                                |
| Ceroglie                | 147   | 147   |                                                |
| Medeazza                | 149   | 87    |                                                |
| Peschiera               | 18    | 47    |                                                |
| Precenico Inferiore     | 221   | 56    |                                                |
| Precenico Superiore     | 231   | 48    |                                                |
| Prepotto                | 251   | 146   |                                                |
| San Giovanni di Duino   | 18    | 141   | ドベルド・デル・ラーゴとの境界未画定地域に連続 |
| Ternova Piccola         | 250   | 71    |                                                |
| Case Sparse             | -     | 7     |                                                |
| Dosso Giulio            | 1/150 | -     | ドベルド・デル・ラーゴとの境界未画定地域       |
| San Giovanni di Duino   | 18    | -     | ドベルド・デル・ラーゴとの境界未画定地区       |
| Case Sparse             | -     | -     |                                                |
| Lago di Doberdò         | 6     | -     | 湖                                             |

ISTATは人口統計上、家屋密度の高い centro abitato （居住の中心地区）、密度の低い nucleo abitato （居住の核となる地区）、まとまった居住地区を形成していない case sparse （散在家屋）の区分を用いている。上の表で地名がすべて大文字で示されているものが centro abitato である。「*」印が付されているのは、コムーネの役場・役所 la casa comunale の置かれている地区である。

## 行政

### 分離集落
コムーネの憲章（Statuto）によれば、ドゥイーノ＝アウリジーナは以下の分離集落（frazione）及び集落（località）から構成される。地名は、イタリア語名 / スロベニア語名 の順に表記している。
| - Aurisina / Nabrežina - Aurisina Santa Croce / Nabrežina Križ - Aurisina Cave / Nabrežina Kamnolomi - Aurisina Stazione / Nabrežina Postaja - Borgo San Mauro / Naselje Sveti Mavra - Ceroglie / Cerovlje - Duino / Devin - Malchina / Mavhinje - Medeazza / Medjevas | - Precenico / Prečnik - Prepotto / Praprot - San Giovanni di Duino / Štivan - San Pelagio / Šempolaj - Sistiana / Sesljan - Slivia / Slivno - Ternova / Trnovca - Villaggio del Pescatore / Ribiško naselje - Visogliano / Vižovlje |

## 文化・観光

### 観光地
ドゥイーノは保養地としても知られ、詩人リルケや、物理学者ボルツマンが足跡を残している。リルケの代表作「ドゥイーノの悲歌」はこの地での滞在に想を得てつくられたものであり、ボルツマンは学界での自説に対する攻撃に悩んだ末この地での静養中に自殺している。
ドゥイーノ城の東南側にあたる海岸一帯は、1995年に自然保護区 (it:Riserva naturale delle Falesie di Duino) に指定されている。
ドゥイーノ城
ドゥイーノ城は、ドゥイーノにある、海に突き出した絶壁上の城。13世紀初頭に存在が確認され、この一帯を治めた領主の居城であった。ドゥイーノ城は1366年にハプスブルク家の所有となり、1587年にミラノの貴族デッラ・トッレ家 (it:Della Torre) の分家であるヴァルサッシーナ家 (Valsassina) が城主となった。19世紀後半、トゥルン・ウント・タクシス家のボヘミア分家 (Czech branch of the House of Thurn and Taxis) のアレクサンダー（1851年 - 1939年）と結婚したマリー夫人が母方から城を相続し、その息子のアレッサンドロ（1881年 - 1937年）はイタリア王国においてカステル・ドゥイーノ公爵 (Duke of Castel Duino) を創設した。城は現在も公爵家（デッラ・トッレ・エ・タッソ家）の所有であるが、美術館・公園として公開されている。
リルケの小道
詩人リルケは、マリー・フォン・トゥルン・ウント・タクシス・ホーエンローエ公爵夫人の招きを得、1910年から1914年にかけて4度にわたりドゥイーノ城に滞在した。ドゥイーノ城とシスティアーナの入江を結ぶ自然保護区内の散策路がリルケの小道 (it:Sentiero Rilke) として整備されている。

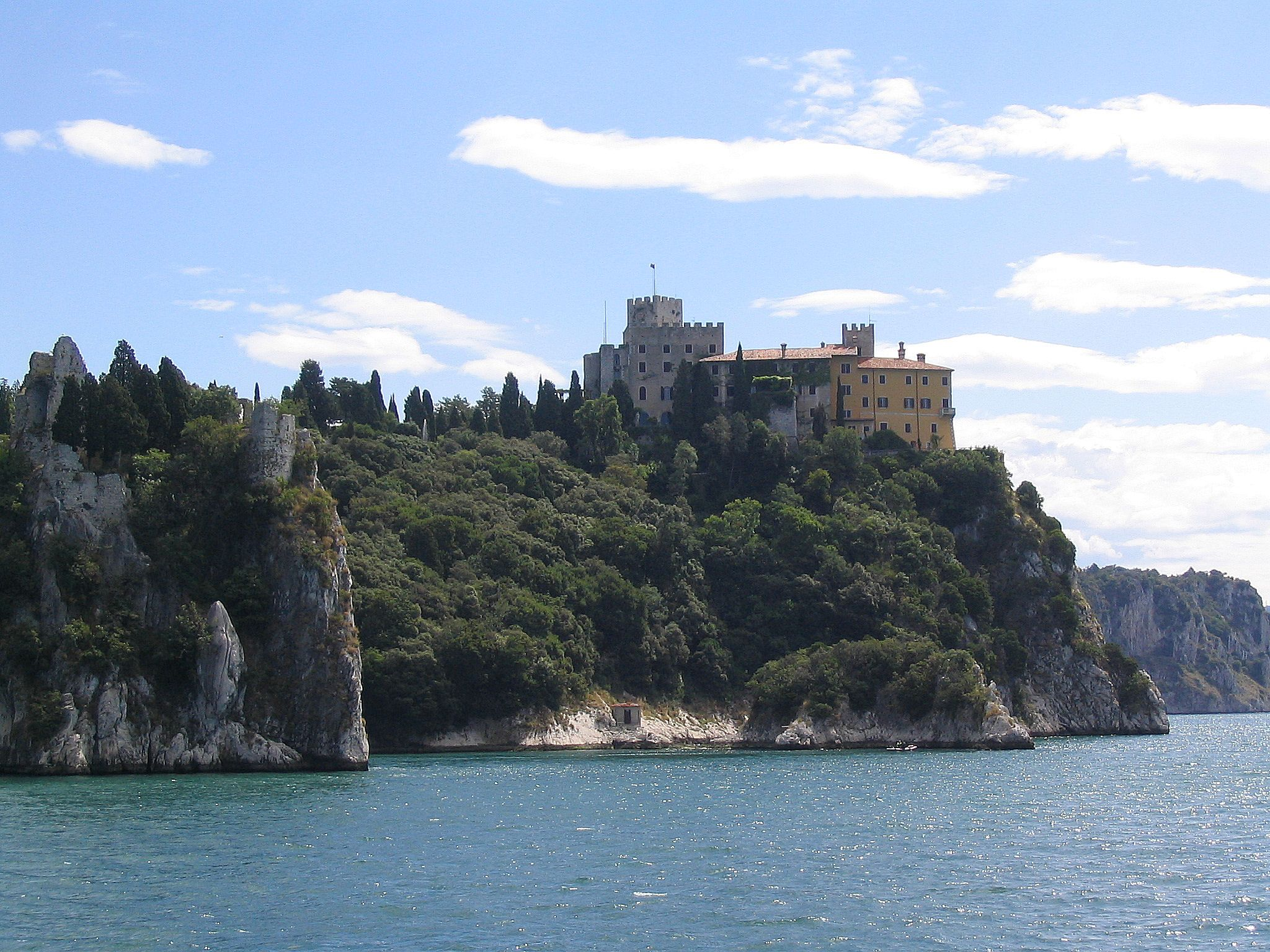
ドゥイーノ城
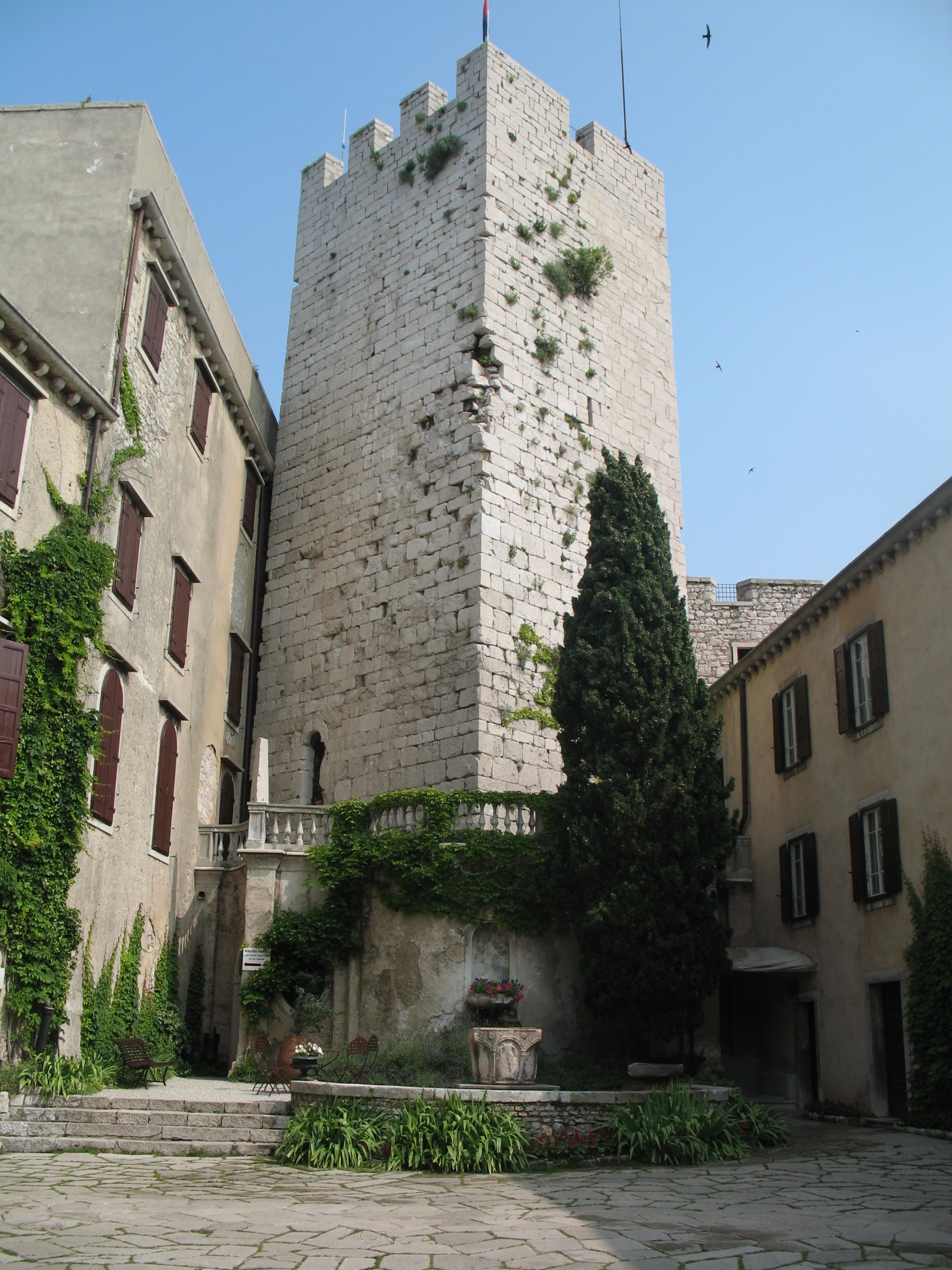
ドゥイーノ城の塔
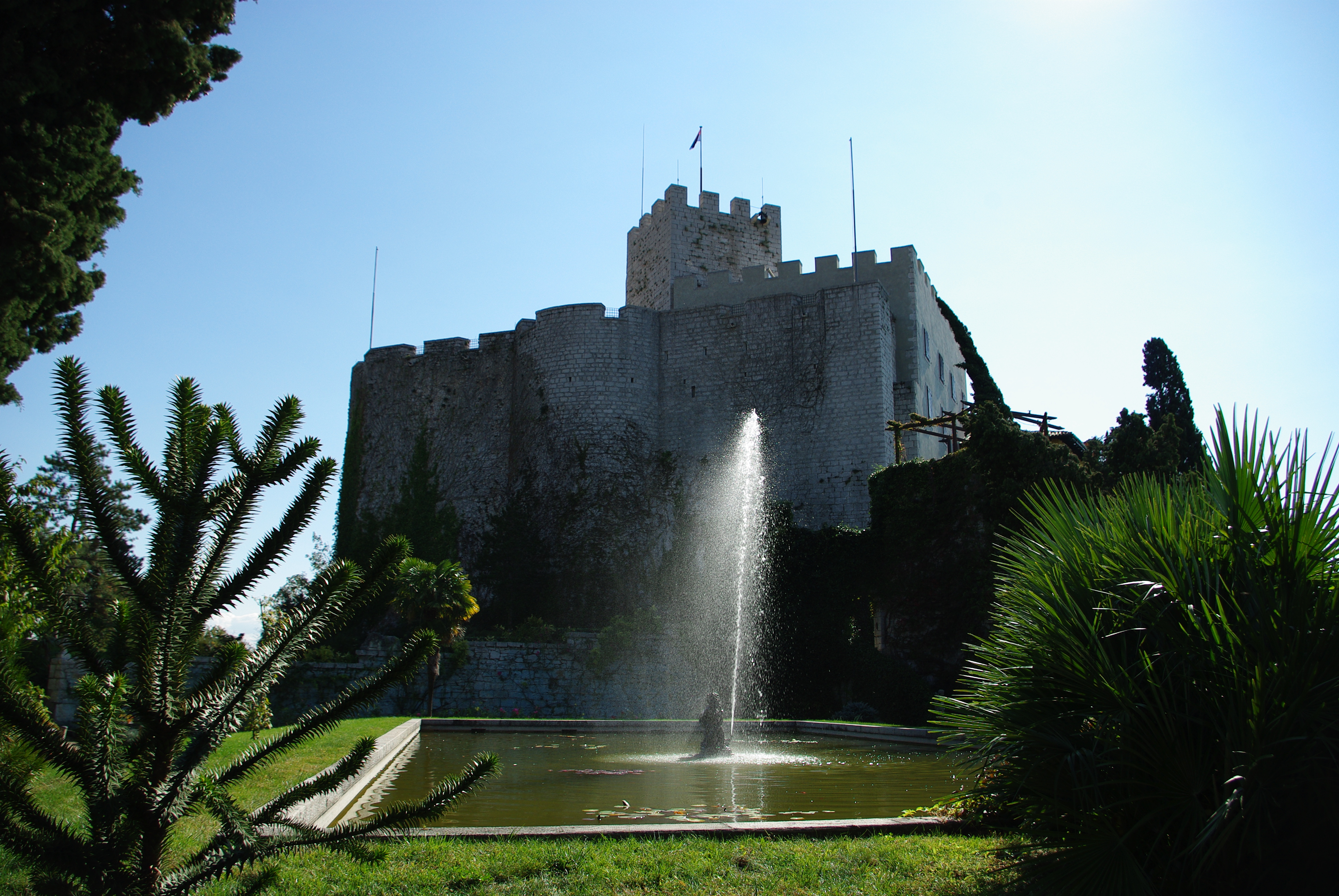
ドゥイーノ城と噴水
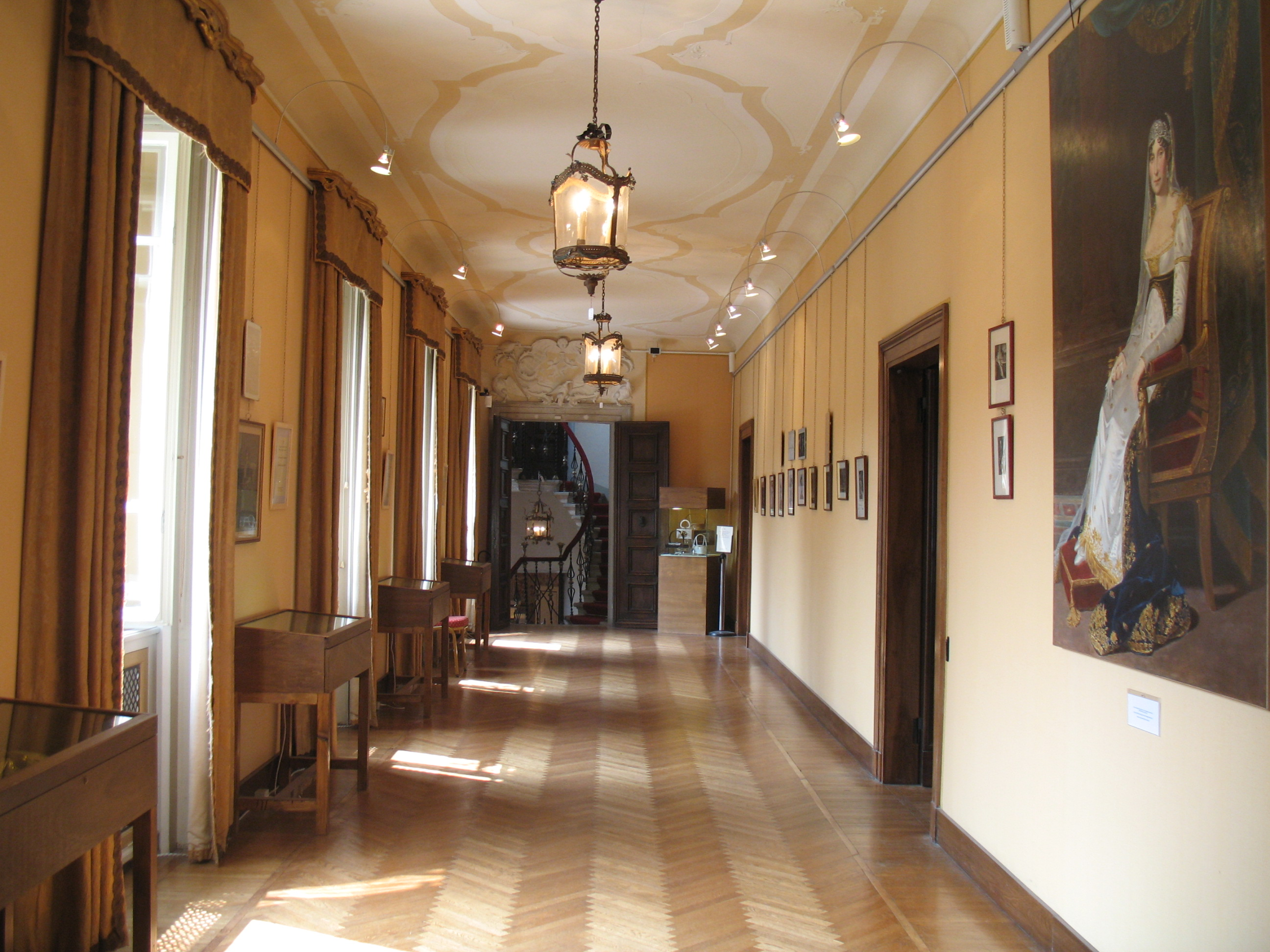
ドゥイーノ城内部

## 交通

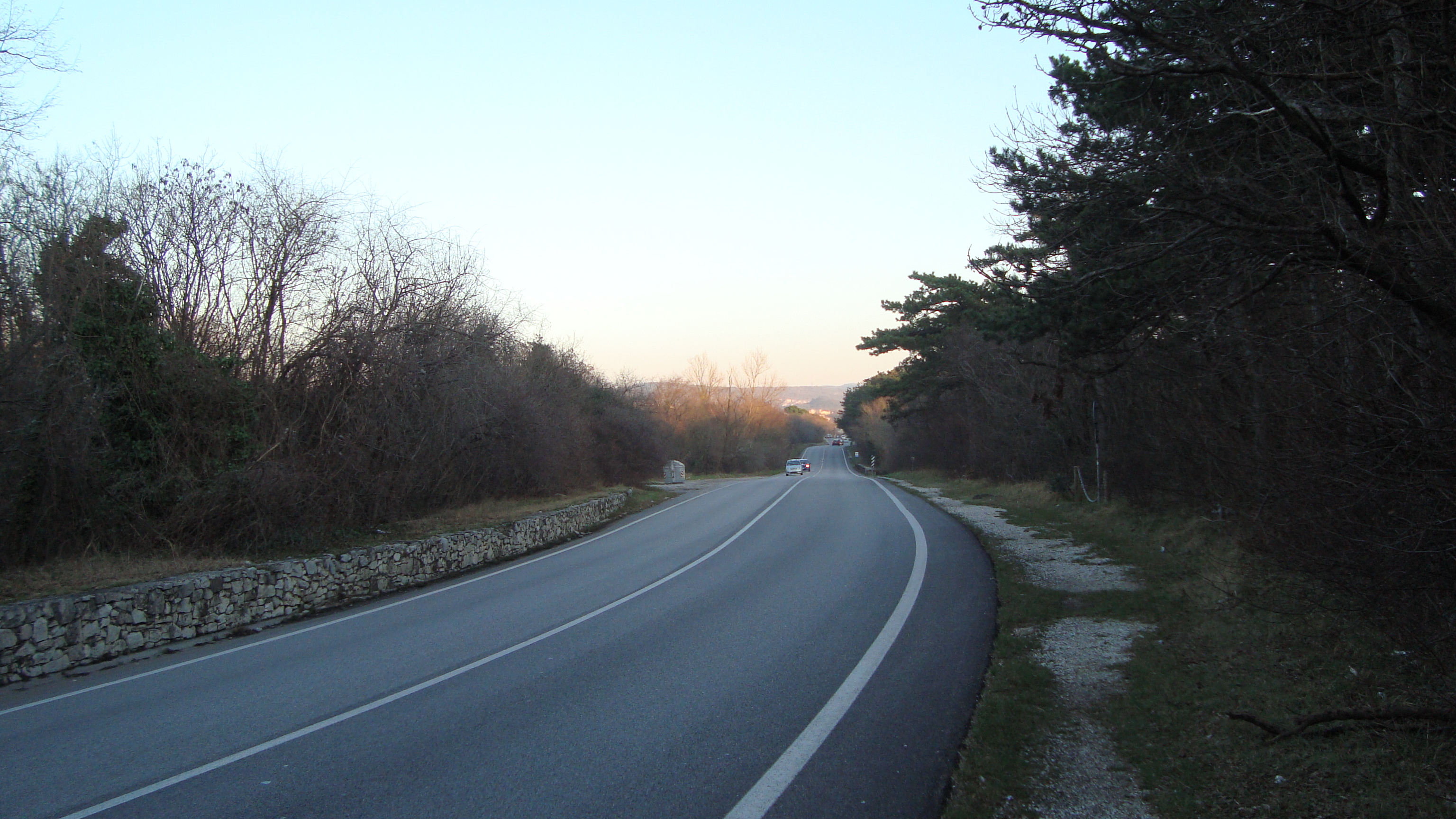
ドゥイーノのSS14

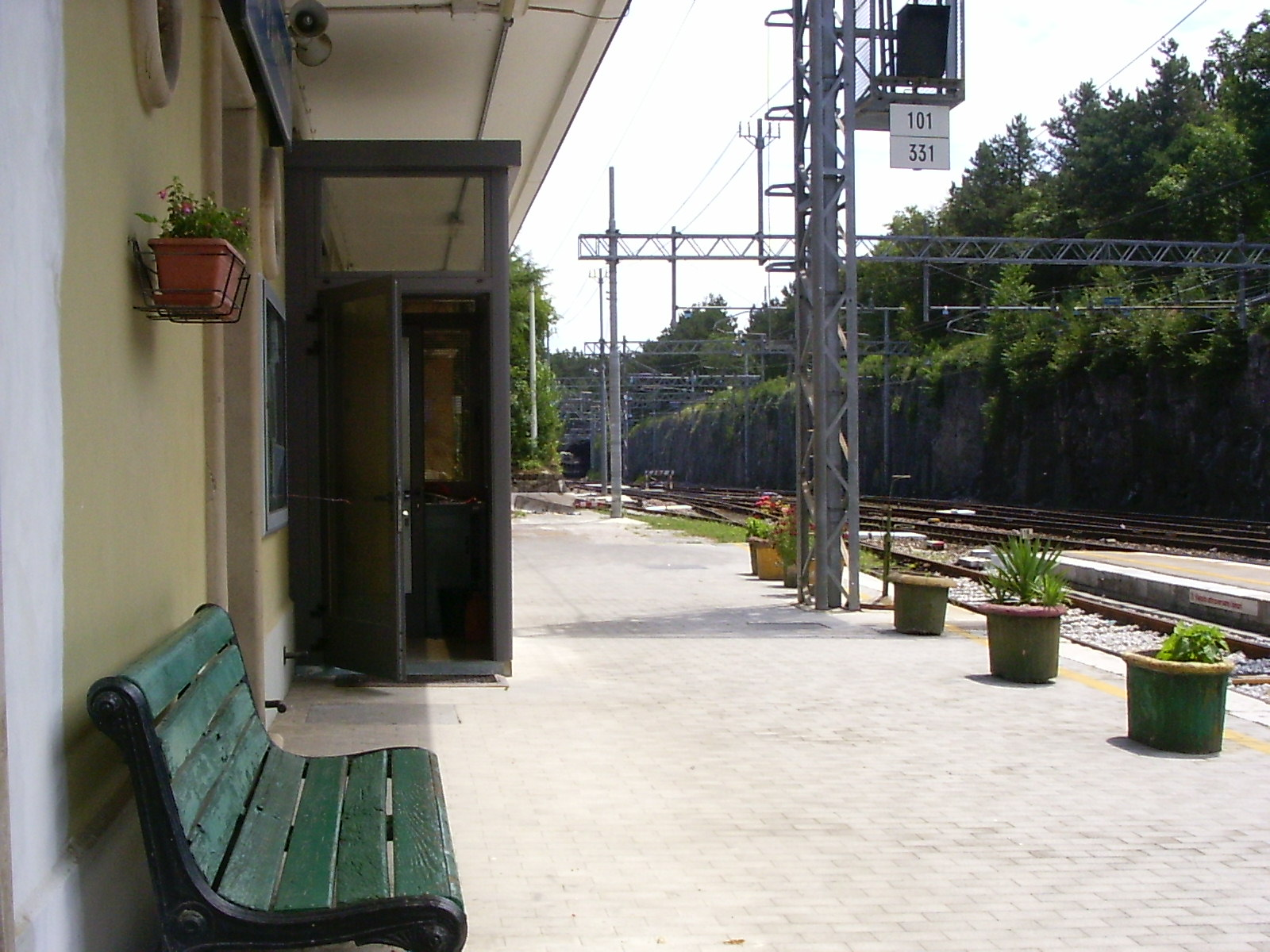
ビーヴィオ・ダウリジーナ駅

ヴェネツィアやウディーネ、あるいはウィーンなど、北方からトリエステへ向かう交通の要衝となっている。

### 道路
高速道路
- A4 (it:Autostrada A4 (Italia))

国道
- SS14 (it:Strada statale 14 della Venezia Giulia)
- SS55 (it:Strada statale 55 dell'Isonzo)
- SS202 (it:Strada statale 202 Triestina)

### 鉄道
- ウーディネ＝トリエステ線、ヴェネツィア＝トリエステ線 (it:Ferrovia Venezia-Trieste) 
システィアーナ＝ヴィゾリアーノ駅 (it)  - ビーヴィオ・ダウリジーナ駅 (it)
- メリディオナーレ線 (it:Ferrovia Meridionale)

## 姉妹都市
- ブイェ（クロアチア）
- イリルスカ・ビストリツァ（スロベニア）